# Same Old Tunes

Premier CD de Millencolin (1994).
Il reste dans l'histoire du groupe pour le procès fait par Warner Music Group pour le détournement du nom et du logo de Tiny Toons, le nom original de l'album est Tiny Tunes.
1. Mr. Clean
2. Chiquita Chaser
3. Disney Time (renommée en « Diznee Time » à la suite d'une plainte de la Walt Disney Company)
4. Domestic Subway
5. Fazil's Friend
6. Leona
7. House of Blend
8. Da Strike
9. Mystic Reptile
10. Dance Craze
11. The Einstein Crew
12. Take it or Leave it